# Verónica Alcocer

Verónica Alcocer (2023)

Verónica del Socorro Alcocer García (* 26. Mai 1976 in Sincelejo) ist eine kolumbianische Politikerin und Philanthropin, die als Ehefrau des kolumbianischen Präsidenten Gustavo Petro seit dem 7. August 2022 als First Lady von Kolumbien fungiert.

## Leben und Wirken
Verónica del Socorro Alcocer García wurde am 26. Mai 1976 in Sincelejo, Sucre, Kolumbien, als Kind des konservativen Ehepaars Jorge Emilio Alcocer und Elisabeth García geboren. Als kleines Mädchen träumte Veronica davon, Nonne zu werden. Während ihrer Jugend versuchte sie dreimal, Jura zu studieren, ohne einen der drei Versuche abzuschließen. Im Jahr 2000 heiratete sie Gustavo Petro, mit dem sie zwei gemeinsame Töchter, Sofia und Antonella, hat. Ihren ältesten Sohn Nicolá adoptierte Petro im Jahr 2024.
Verónica Alcocer nimmt die Rolle der First Lady sehr intensiv und öffentlichkeitswirksam wahr. Sie begleitet nicht nur ihren Gatten häufig auf Auslandsreisen, sondern vertritt ihr Land gelegentlich auch allein im Ausland. Mehrfach traf sie mit Papst Franziskus im Vatikan zusammen. Teilweise wurde ihr nachgesagt, Vizepräsidentin Francia Márquez in den Schatten zu stellen, da sie Aufgaben übernehme, die traditionell mit dem Vizepräsidentenamt verbunden seien. Die Kosten für ihre Auslandsreisen waren Gegenstand von Kontroversen.